# St Bride's Church

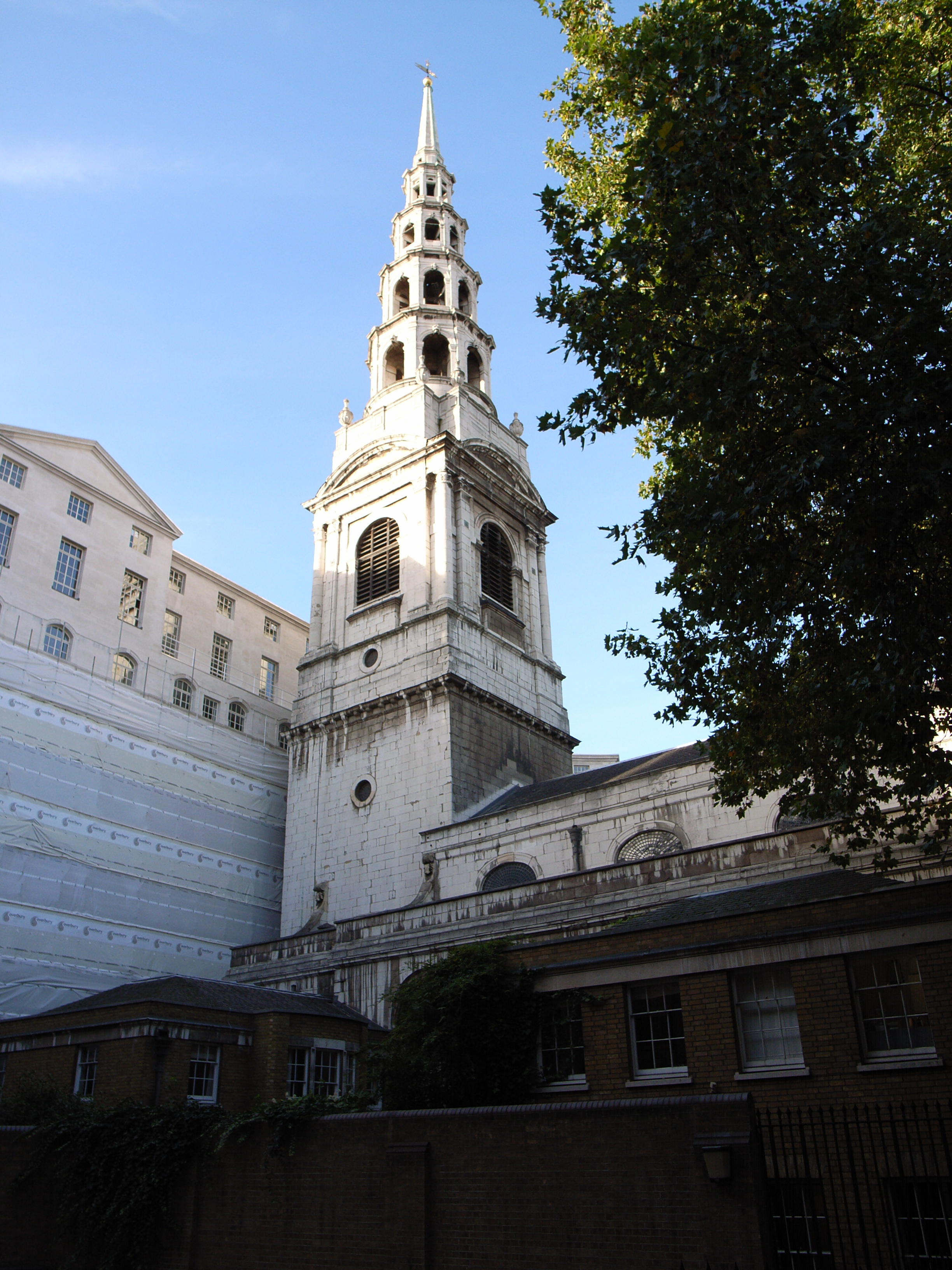
St Bride's Church

St Bride's Church är en kyrka i City of London. Den ritades 1672 av Christopher Wren. Kyrkan skadades svårt under blitzen 1940. St Bride syftar på helgonet Brigid av Kildare.